# زلزال وسط إيطاليا 2016
زلزال وسط إيطاليا 2016 هو الزلزال الذي ضرب وسط إيطاليا في 24 أغسطس 2016 على الساعة 3:36 بالتوقيت المحلي (01:36 توقيت غرينيتش) بالقرب من نورتشا 76 كم جنوب بيروجيا.

## خلفية
تعرف منطقة وسط إيطالياً نشاطاً زلزالياً كثيراً مقارنة بأقاليم البلاد الأخرى، وهذا نظراً لتموقعها في نقطة التقاء الصفيحتين الأفريقية ووالأوراسية، إضافة إلى موقعها غير المتزن على جبال الأبينيني. يعتبر هذا الزلزال أقوى هزة أرضية ضربت المنطقة منذ سنة 2009، حينما هز زلزالٌ قرب لاكويلا بإقليم أبروتسو، مخلفاً أكثر من 300 قتيل ومرحّلاً قرابة 65,000 شخص.